# Il medium (film 1980)
Il medium è un film del 1980 diretto da Silvio Amadio.

## Trama
Il figlio di un musicista americano, che si è trasferito a Roma per lavoro, comincia a comportarsi in maniera preoccupante; così il padre lo fa visitare da uno psichiatra, ma viene poi interpellato un celebre medium.